# Jean-Luc Verna
 (décembre 2013).
Si vous disposez d'ouvrages ou d'articles de référence ou si vous connaissez des sites web de qualité traitant du thème abordé ici, merci de compléter l'article en donnant les références utiles à sa vérifiabilité et en les liant à la section « Notes et références ».
Jean-Luc Verna, né le 24 août 1966 à Nice, est un artiste français, vivant et travaillant à Paris. Il est à la fois actif dans les arts plastiques (dessinateur, sculpteur, photographe) et scéniques (chorégraphe, performeur, comédien et musicien).

## Biographie
Issu d’un foyer conservateur, Jean-Luc Verna décide à l’adolescence de s’en extraire pour aller vers une vie plus alternative. Il décide ensuite de faire de l’art « son unique drogue » et entre alors à la Villa Arson à Nice avant d’y être professeur de dessin durant 20 ans. Il y suit notamment l'enseignement de Noël Dolla.
Si le dessin constitue « la colonne vertébrale de son œuvre », Jean-Luc Verna est un artiste polymorphe, sa pratique incluant également la photographie, la sculpture, ou encore la performance, et formant un ensemble cohérent « autour du corps, de son propre corps, piercé et maquillé. »
Il enseigne aujourd’hui à l’École nationale supérieure d'arts de Paris-Cergy,.

### Œuvre
Son travail mêle l'histoire de l'art à la musique rock et underground. Siouxsie Sioux, sa muse, a changé sa vie le jour où il la vit pour la première fois à la télévision dans l'émission Mégahertz d'Alain Maneval alors qu’il était adolescent.
Se définissant lui-même comme un artiste pluridisciplinaire, Verna touche autant le domaine des arts plastiques que celui des arts vivants et de l’art vidéo. Cette diversité fait écho à la notion d’œuvre d’art totale. Dans cette démarche, il investit jusqu’à son propre corps, qu’il tatoue, perce et maquille. Celui-ci devient alors un support de création en lien direct avec sa pratique du dessin.

## Expositions

### Personnelles
- 2024 : Soloshow, Ceysson & Bénétière, Saint-Etienne
- 2023 : Soloshow, Ceysson & Bénétière, New-York
- 2023 : Vous n'êtes pas un peu beaucoup maquillé ? ― Non, Le Parvis, Centre d'Art Contemporain de Tarbes
- 2022 : Vous n'êtes pas un peu beaucoup maquillé ? – Non, Espace à vendre, Nice
- 2021 : Vous n'êtes pas un peu beaucoup maquillé ? ― Non, Air de Paris, Romainville
- 2020 : Fondation pour l'art contemporain Claudine et Jean-Marc Salomon, Annecy
- 2019 : Vous n'êtes pas un peu beaucoup maquillé ? — Non, Iconoscope, Montpellier
- 2018 : Jean-Luc Verna, Museum de Toulouse[8]
- 2016 : Rétrospective, MacVal, Vitry-sur-Seine
- 2013 : Vous n'êtes pas un peu beaucoup maquillé ? — Non, Faux Mouvement, Metz
- 2011 : Vous n'êtes pas un peu beaucoup maquillé ? — Non, Air de Paris, Paris
- 2007 : Vous n'êtes pas un peu beaucoup maquillé ? — Non, Air de Paris, Paris
- 1998 : Vous n'êtes pas un peu beaucoup maquillé ? — Non, Air de Paris, Paris
- 1995 : Vous n'êtes pas un peu beaucoup maquillé ? — Non, Air de Paris, Nice

### Collectives
- 2021
  - Les Flammes. L'art vivant de la céramique, musée d'Art moderne de Paris
- 2020
  - ...DES PHOTOGRAPHES...DES ARTISTES ET LE CARDIGAN PRESSION, la Galerie du jour Agnès b., Hong Kong
- 2019
  - More, Air de Paris, Romainville
  - ...DES PHOTOGRAPHES...DES ARTISTES ET LE CARDIGAN PRESSION, la Galerie du jour Agnès b., Paris
  - Sur les ailes du Désir, Le 19 CRAC, Montbéliard
  - Go Down the Mountain, Association 3 Arches, Ariège
  - Corps-à-cœur/ Art contemporain et pratiques relationnelles 2.0, Artothèque de la Ville de Strasbourg
  - Hommage à Léonard et à la Renaissance, Château du Rivau, Centre-Val de Loire
  - Vivace et Troppo - Le verre à l'état libre, École nationale supérieure d'art de Bourges
  - Entrée des artistes, Air de Paris, Romainville
  - DREAM BABY DREAM, Haus Mödrath Raüme Für Kunst, Kerpen
- 2018
  - L'art de Darwin - la céramique comme expérience, FRAC-Artothèque du Limousin, Limoges
  - Autofictions - Prix de dessin Guerlain, Musée Wilhelm-Hack, Ludwigshafen am Rhein[note 1]
  - Peindre la nuit, Centre Pompidou-Metz, Metz[note 2]
  - Quel Amour?!, musée d'Art contemporain de Marseille
  - Get Used To It Festival, L'Apartement, Nîmes
  - Objet de tendresse, galerie Michel Journiac, Paris
  - Angle Mort, ici.gallery, Paris[note 3]
  - Jean-Luc Verna, Muséum de Toulouse, Toulouse[note 4]
  - Bruit Blanc, Topographie de l'Art, Paris[note 5]
  - Le Paradoxe de l'iceberg, FRAC Ile-de-France, le château Rentilly, Domaine de Rentilly, Bussy-Saint-Martin
  - White Blood Blue Night, La Traverse Centre d'Art Contemporain d'Alfortville, Alfortville
- 2017 :
  - Dérive à partir de Copi, Comédie de Caen, Théâtre d'Hérouville, Caen
  - A Mon Seul Désir - 20 ans de Mauvais Genres, Agnès B, Paris
  - Traversées Ren@rde, Le Transpalette, Bourges
  - L'Art contemporain peut-il être une fête ?, Aspirateur, centre d'art contemporain de Narbonne
  - Over the Rainbow, Praz-Delavallade-, Los Angeles
  - L'Art de la joie Manif d'Art/8 - La Biennale du Québec, musée national des beaux-arts du Québec
  - Dix ans du Prix de dessin de la Fondation d'art contemporain Daniel et Florence Guerlain, Centre Pompidou, Paris
  - Poïpoï, Nouveau musée national de Monaco, Monaco
  - Le 4ème sexe, le cœur, Paris
  - Open Museum #4, Alain Passard, Palais des Beaux Arts de Lille, Lille
- 2016 :
  - Outiller le dessin, Drawing Room 016, [MO.CO.] Panacée La Panacée, Montpellier
  - Ornement, crime et délices, CIAM Centre d'Initiatives Artistiques du Mirail, Toulouse
  - Dogs from hell, galerie Patricia Dorfmann, Paris
  - The Velvet Underground, Philharmonie de Paris, Paris
  - Là-haut, La Graineterie, Centre d'art de Houilles, Houilles
  - Happy ending, Frac Champagne-Ardenne, Reims
- 2015 :
  - Furiosités, galerie Frédéric Lacroix[note 6], Paris
  - Hybride, Biennale de Douai, Douai
  - La rhétorique des marées[note 7], Esquibien
  - Corps Parés, corps transformés, musée international de la Parfumerie, Grasse
  - Amours, Vices et Vertus, Galerie Nationale de la Tapisserie, Beauvais
  - Chercher le garçon, MACVAL, Vitry-sur-Seine
  - Nirvana, les étranges formes du plaisir, MUDAC, Lausanne; Gewerbemuseum Winterthur, Winterthur
- 2014 :
  - Lupanar, FORMA Art Contemporain & cabinet d'expertise, Lausanne
  - Nouvelles Vagues, L'Arthothèque Espace d'Art Contemporain, Caen
  - Véritables préludes flasques (pour un chien) 4/4, Mémoires d'un amnésique-!, Maison Populaire, Montreuil
  - Par Amour/Paramour, MOCA, Toronto
  - Marqués par une image, L'Abbaye, Annecy-le-Vieux
  - Disons Dijon, Entrepôt 9, galerie Barnoud, Quetigny
  - Codex, CCA Wattis Institute for Contemporary Arts[note 8], San Francisco
  - Lionel Scoccimaro, Jean-Luc Verna, Entrepôt 9, Dijon
  - 1984-1999 La Décennie, Centre Pompidou-Metz, Metz
  - Par une nuit d'hiver, Domaine Départemental de la Garenne Lemot, Gétigné-Clisson
- 2013 :
  - À corps perdus,Backslash gallery, Paris
  - Pièces d'été, Sur le chemin de l'art contemporain à Malbuisson
  - Au Bazar du genre, Mucem, Marseille
  - Roxy Rocky, Galerie Bertrand Baraudou, Paris
  - Works on Paper, Blondeau & Cie, Genève
  - The Causes of Things: Collection of the CNAP, The Centrale for Contemporary Art, Bruxelles
  - Code noir, 30 ans de shopping, Fonds régional d'art contemporain de Normandie-Rouen, Sotteville-lès-Rouen
- 2012 
  - Lost in L.A., Los Angeles Municipal Art Gallery, Barnsdall Art Park
  - Fruits de la passion, Les 10 ans du PAC, Centre Pompidou, Paris
  - Paramor, Frac des Pays de la Loire, Carquefou
  - Un nouveau festival, Centre Pompidou, Paris
  - Amour Anarchie, Axenéo7, Gatineau, Québec
- 2011 
  - Codex, Institut curatorial de la Head–Genève, Genève
  - Invitation to the Voyage, Algus Greenspon, New York
  - I Sent My Love A Red, Red Rose, Team gallery, New York
- 2010 
  - Let's dance, MAC/VAL, Vitry-sur-Seine
  - Vent des forêts, Fresnes-au-Mont
  - Drawing time/ le temps du dessin, musée des Beaux-Arts de Nancy, Nancy
- 2009 
  - Nouvelles acquisitions, Musée d'art moderne de la ville de Paris, Paris
  - Le sort probable de l'homme qui avait avalé le fantôme, La Conciergerie, Centre Georges-Pompidou, Paris
  - Spellbound, curated by Edouard Merino, Art & Rapy, Monaco
  - 'Collection Florence & Daniel Guerlain, Salon du dessin, Palais de la Bourse, Paris
- 2008
  - Ne pas jouer avec des choses mortes, Villa Arson, Nice
  - Spleen : les Fleurs du Mal, Cueto Projects, New York
  - Chambres à Part II, La Réserve Paris
  - Prix Le-Meurice pour lʼart contemporain, Hôtel Le Meurice, Paris
  - Collection Florence et Daniel Guerlain, Ambassade de France, New York
- 2007 
  - Playback, Musée d'art moderne de la ville de Paris, Paris ; Centre culturel français, Damas
  - Rencontres Vidéos, MAC/VAL, Vitry-sur-Seine
  - Nice to meet you, MAMAC, Nice
- 2006 
  - Rose Poussière, in La Force de lʼart[note 9], Grand Palais, Paris
  - Midnight walkers, Le Crédac, Ivry-sur-Seine
- 2005 
  - Antidote, La Galerie des Galeries, Galeries Lafayette, Paris
  - OK/OKAY, Swiss Institute and Grey Art Gallery, New York
- 2003 
  - Memento Mori, Souviens-toi que tu vas mourir, musée des beaux-arts de Rouen
  - On the Horror of Art, Grazer Kunstverein, Graz, Autriche
  - Lee 3 Tau Ceti Central Armory Show, Villa Arson, Nice
  - Coollustre, collection Lambert[note 10], Avignon
- 2001 
  - …If a double-decker bus, Air de Paris, Paris
- 2002 
  - Lire avec art, Villa Bernasconi[note 11], Lancy, Suisse
  - 3e Biennale de Montréal
- 2000 
  - Au-delà du spectacle[note 12], Centre Pompidou, Paris
  - Air-Air, Grimaldi Forum, Monaco
- 1998 
  - Bonne Année !, Air de Paris, Paris
- 1995 
  - Blanc, Pelassy, Verna, Galerie Art : Concept, Nice
  - Country Code, Bravin Post Lee, New York, États-Unis
- 1994 
  - Ateliers 94, ARC, musée d'Art moderne de la ville de Paris, Paris
- 1993 
  - L'Art dans la peau, Tattoo Collection, CRDC, Nantes
- 1992 
  - Tattoo Collection, galerie Jennifer Flay, Paris ; galerie Daniel Buchholz, Cologne ; galerie Andrea Rosen, New York ; Air de Paris[note 13], Nice
- 1991 
  - Performance érotique à la soirée George Brecht, Forum Casino, Nice
- 1989 
  - Pièces de théâtre Fluxus, avec Ben, grand amphi de la Villa Arson, Nice ; Calibre 33, Nice
- 1986-1987 
  - Série de performances rock-peinture-vidéo en hôpitaux psychiatriques

## Collections publiques
- Centre Pompidou, Paris
- Musée d'art moderne de la ville de Paris
- Musée d'art contemporain du Val-de-Marne[9], Vitry-sur-Seine
- Museum of Modern Art[10], New York
- The Judith Rothschild Foundation, New York
- RAM Foundation, Amsterdam

## Musique

### GroupeI Apologize
- Membres du groupe[11] :
  - Gautier Tassart, Pascal Marius et Jean-Luc Verna/ 1re formation
  - Gautier Tassart, Julien Tiberi et Jean-Luc Verna/ 2e formation
  - Gautier Tassart, Julien Tiberi, Xavier Boussiron et Jean-Luc Verna/ 3e formation

Sélection de concerts
- Centre Georges-Pompidou[2], Paris, 2013
- Musée du Quai Branly, Paris, 2012
- Villa Arson, Nice, 2012
- Villette sonique, Paris, 2011
- Emmetrop, Bourges, 2011
- La Conservera, Murcia, Espagne, 2011
- France Culture, Paris, 2010
- Palais de Tokyo, Paris, 2010
- MAC/VAL, Vitry-sur-Seine, 2010

#### Discographie
- I Apologize, picture disc vinyle, Optical Sound, 2012

### GroupeBeauty and the Beat
Membres du groupe : Arnaud Maguet et Jean-Luc Verna
Sélection de concerts
- Les Bains Douches, Paris, 2008
- Le Plateau, Paris, 2006
- Dojo, Nice, 2006

#### Discographie
- Beauty and the Beat, Muster to Custer, double vinyle 7" + poster - 45 t, Les Disques en Rotin Réunis

### Jean-Luc Verna et ses Dum Dum Boys
Membres : Le Groupe des Dum Dum Boys et Jean-Luc Verna
Sélection de concerts
- All Tomorrow's Party, soirée de clôture de l'exposition Andy Warhol, concert avec Dum Dum Boys, Grimaldi Forum, Monaco (7 août 2003)

#### Discographie
- Jean-Luc Verna et ses Dum-Dum boys, vinyle 12" - E.P. - 45 T, Les Disques en Rotin Réunis
- Greetings from Nowhereland, King Kameha & Kouriakin, feat. : John Badonna, Bruce Bégout, Luc Interieur, Memphis Mao, Billy Muge, Ami Sioux, Jean-Luc Verna & WarmBaby, Vinyl, Tiramisu/ Les Disques en rotin réunis, 2006

#### Clips
- Funky Town[12], de Jean-Luc Verna et ses Dum Dum Boys, réalisé par Brice Dellsperger, 2007
- Christine[13], de Jean-Luc Verna et ses Dum Dum Boys, réalisé par Petra Mrzyk & Jean-François Moriceau, 2005

### GroupeLe Grand tunnel Mou
Le Grand Tunnel Mou est le premier groupe de Jean-Luc Verna, fondé en 1982 avec Louis-Frédéric Apostoly

## Filmographie (acteur)
- 1997-2008 : participation dans plusieurs vidéos de Brice Dellsperger
- 2014 : Boys Like Us de Patric Chiha

## Spectacles

### Interprète
- Comédien dans Maître obscur de Kuro Tanino, représenté au Théâtre T2G de Genevilliers lors du festival d'automne, 2024
- Performance dans un ballet de Gisèle Vienne, 2003
- Comédien dans La Patiente d’Anca Visdei, mise en scène Guillaume Armide, 2003
- Danseur dans I Apologize, spectacle de Gisèle Vienne présenté Les Subsistances, Lyon ; La Passerelle, Saint-Brieuc ; MC2, Cargo, Grenoble ; Festival d'Avignon 2004-2005 ; Théâtre de la Bastille, Paris ; Théâtre des 13 vents, Montpellier
- Performeur dans Did Eve Need Make-up ? de Gael Depauw, 2010
- Comédien dans Cabaret apocalypse, mise en scène de Jonathan Capdevielle, 2017
- Comédien dans Diane Arbus Self Portrait, mise en scène de Paul Desveaux, 2020

### Chorégraphe
- Chorégraphie pour la compagnie Kwatrokki, 2003
- Chorégraphe de Uccello, uccellacci & The Birds, 2017

### Décorations
- Chevalier de l'ordre des Arts et des Lettres 2024